# Demokraci na rzecz Silnej Bułgarii
Demokraci na rzecz Silnej Bułgarii (bułg. Демократи за силна България, DSB) – bułgarska prawicowa partia polityczna utworzona w 2004 r. przez grupę polityków wywodzących się ze Zjednoczonych Sił Demokratycznych (ODS). Na czele partii od początku jej istnienia stoi były premier Bułgarii, Iwan Kostow. Dewizą partii jest hasło "Dla silnej Bułgarii w Zjednoczonej Europie". DSB należy do Europejskiej Partii Ludowej.

## Program polityczny
Stosownie do dokumentu zatytułowanego "Program Przedwyborczy 2005" (bułg. Предизборна програма 2005") DSB uznają się za "spadkobierców" spuścizny po prawicowym rządzie Iwana Kostowa (1997-2001). Partia widzi się w opozycji wobec Bułgarskiej Partii Socjalistycznej, którą obwinia za katastrofy gospodarcze w Bułgarii na przełomach 1990/1991 i 1996/1997, jak również wobec centrowych Narodowego Ruchu na rzecz Stabilności i Postępu i Ruchu na rzecz Praw i Wolności, które, zdaniem przedstawicieli DSB, spowalniają przemiany gospodarcze i społeczne kraju. 
DSB postulują przeprowadzenie reformy konstytucyjnej. Zdaniem członków partii obecna Konstytucja Bułgarii z roku 1991 jest przestarzała i powinna zostać zastąpiona nową, która gwarantowałaby m.in. rozwój i umacnianie organizacji samorządowych, decentralizację władzy i usprawnienie władzy sądowniczej. DSB proponują także likwidację immunitetów poselskich i zmniejszenie liczby deputowanych w Zgromadzeniu Narodowym. W kwestii polityki fiskalnej partia dąży do zmniejszenia wysokości podatków, stworzenia środowiska sprzyjającego inwestycjom oraz likwidacji tzw. szarej strefy. Program polityczny DSB kładzie również nacisk na walkę z korupcją, zwłaszcza na różnych szczeblach administracji państwowej. 
Zdaniem DSB bułgarski system opieki zdrowotnej powinien zostać gruntownie zreformowany, m.in. poprzez rozszerzenie prywatyzacji placówek służby zdrowia oraz zwiększenie niezależności i przejrzystości finansowej Narodowego Funduszu Ubezpieczeń Zdrowotnych.
Partia domaga się równych praw dla wszystkich obywateli Bułgarii, niezależnie od ich pochodzenia czy wyznawanej religii. Zdaniem DSB należy ułatwić mniejszości romskiej integrację społeczną poprzez zwiększenie jej szans w dostępie do edukacji. Polityka DSB w kwestii problemów etnicznych wyraźnie różnie się od polityki prowadzonej przez proturecki Ruch na rzecz Praw i Wolności, który promuje utrwalanie odrębności mniejszości narodowych.
DSB są partią proeuropejską i popierają aktywne uczestnictwo Bułgarii w NATO i Unii Europejskiej.

## Zarząd partii
W skład zarządu głównego DSB wchodzą:
- Iwan Kostow – przewodniczący
- Ekaterina Michajłowa – wiceprzewodnicząca
- Weselin Metodiew – wiceprzewodniczący
- Antoneła Ponewa, Wasyl Panica, Władimir Jurukow, Eliana Masewa, Konstantin Dimitrow, Neno Dimow, Nikołaj Michajłow, Swetosław Malinow, Stojczo Kacarow – członkowie zarządu.

## Historia

### Powstanie DSB
Reformatorski rząd Iwana Kostowa, wyłoniony w 1997 r. po zdecydowanym zwycięstwie ODS w wyborach do 38. Zgromadzenia Narodowego, nie cieszył się poparciem społecznym. W rezultacie ODS przegrały przeprowadzone 17 czerwca 2001 wybory do 39. Zgromadzenia Narodowego, zdobywając zaledwie 51 mandatów w 240-osobowym parlamencie. Porażka wyborcza zdecydowała o dymisji Kostowa z funkcji przewodniczącego ODS. Stanowisko szefa partii objęła była minister spraw zagranicznych w rządzie Kostowa, Nadeżda Michajłowa. Pod jej przewodnictwem nastąpił dalszy spadek popularności ODS, czego efektem była porażka ugrupowania w wyborach samorządowych w 2003. Mimo kiepskich wyników wyborczych i wewnątrzpartyjnych nacisków, Michajłowa nie złożyła rezygnacji z zajmowanej funkcji. Niezadowolona z tego faktu grupa 29 deputowanych ODS, na czele z Iwanem Kostowem, wystąpiła z ODS i 30 maja 2004 w Sofii założyła nową partię, która została nazwana "Demokraci na rzecz Silnej Bułgarii".

### DSB w wyborach do 40. Zgromadzenia Narodowego
W wyborach do 40. Zgromadzenia Narodowego Bułgarii przeprowadzonych 25 czerwca 2005 partia zdobyła ok. 6,5% głosów i wprowadziła do 240-osobowego parlamentu 17 deputowanych. DSB znaleźli się w opozycji wobec rządu Sergeja Staniszewa.

### DSB w wyborach prezydenckich w 2006
Kandydatem DSB, ODS i kilku innych partii prawicowych w wyborach prezydenta Bułgarii przeprowadzonych 22 października 2006 został Nedełczo Beronow. W pierwszej turze wyborów Beronow zdobył zaledwie 9,75% głosów i nie zdołał zakwalifikować się do rundy finałowej.

### DSB w wyborach doParlamentu Europejskiegow 2007
Pierwsze w historii Bułgarii wybory do Parlamentu Europejskiego, przeprowadzone 20 maja 2007, zakończyły się porażką DSB. Partia zdobyła zaledwie 4,34% głosów i, podobnie jak ZSD, nie uzyskała ani jednego mandatu eurodeputowanego.